# Ligia rugosa
Ligia rugosa är en kräftdjursart som beskrevs av Jackson 1938. Ligia rugosa ingår i släktet Ligia och familjen gisselgråsuggor. Inga underarter finns listade i Catalogue of Life.